# Трилогия Люка Бессона «Артур»
 «Артур и минипуты» — франшиза, состоящая из серии 7 книг для детей Люка Бессона и Селин Гарсия про мальчика Артура и маленький народ Минипутов, трёх фильмов Люка Бессона, которые являются адаптацией книг, видеоигр. Четвёртый фильм, вышедший позднее, также относится к франшизе, но выполнен в стиле, который отличается от того, что в трилогии фильмов.
Романы публиковались  с 2002 по 2005 год во Франции, Соединенных Штатах и Великобритании.
Фильмы были сняты и выпущены в прокат с 2006 по 2010 год во Франции, Великобритании и США.  

## Книги

### Артур и минипуты(2002)
10 летнего Артура мучает масса проблем: злой торговец, который хочет снести дом его бабушки, где он проводит свои каникулы, а Артуру некому помочь. Родители, которые никогда о нём не заботились, дедушка, который пропал три года назад…
Единственная поддержка, на которую он может рассчитывать, — это Альфред, его верный пес. Но находка в библиотеке его деда, возможно, позволит ему открыть путь в другой мир и получить помощь от Минипутов.

### Артур и Запретный город(2003)
Приключения Артура, Селении и Барахлюша продолжаются по Семи Землям в поисках дедушки Артура. Только он знает, где находится сокровище, которое позволит его внуку предотвратить продажу дома. Но Ужасный Урдалак сделает всё возможное, чтобы помешать трем героям достичь своей цели. Сможет ли Артур вовремя найти дедушку, покорить сердце принцессы Селении и сохранить народ Минипутов в целости и сохранности?

### Артур и месть Урдалака(2004)
Тревожный призыв, написанный на крошечном рисовом зернышке.доставлен паучком-почтальоном прямо в руки Артуру. Мальчик встревожен: «Минипуты в опасности и нельзя терять ни минуты» Но именно в это время отец Артура решает, что каникулы окончены, пора ехать домой.

### Артур и война двух миров(2005)
Какие дьявольские планы собирается осуществить Урдалак, чтобы завоевать новый мир, в который он переместился обманным путем? Как Артур, оставшийся в мире Минипутов, сможет победить Ужасного У? Чтобы сохранить любовь прекрасной принцессы Селении,Артур готов вступить в бой против Урдалака как в мире Минипутов, так и в большом реальном мире…

## Персонажи

### Артур
Несмотря на свой немного чувствительный и наивный вид, Артур очень подвижен. Этот молодой герой обладает невероятной силой воли в трудные времена. Всегда готовый помочь своим друзьям, на протяжении всей истории он будет использовать свою изобретательность, смекалку и храбрость, чтобы помешать ловушкам Мистера проклятого. Надо сказать, что речь идет о выживании дома её бабушки, которого жаждет недобросовестный застройщик. Он влюбляется в Селену и готов на все, чтобы спасти её.

### Принцесса Селения
Эта юная миниатюрная принцесса с закаленным характером излучает свое мужество и преданность своему народу и своим друзьям. Как будущая королева Минипутов, у неё достаточно характера, чтобы стать её. В сопровождении своего брата Барахлюша и Артура она отправляется на поиски сокровищ на землях Ужасного У. Во время их набега на дом последнего она целует Артура, который после становится будущим королем Минипутов.

### Урдалак или Ужасный У
Ужасный У-главный злодей истории. Он бывший Минипут, который в одно время пользовался успехом, потому что путешествовал по семи Землям, но имел несчастье поцеловать женщину, которая превратила его в монстра. Из-за опасения, что болезнь может быть заразной, был прогнан своими сородичами. Отправившись в изгнание он поклялся отомстить.

### Барахлюш
Типичный добряк и персонаж, который привносит нотку юмора в эту историю , Барахлюш-младший брат Селении. Немного глуповатый, но находчивый, он никогда не расстается со своим многофункциональным ножом, из которого делает световой меч, букет цветов, мыльные пузыри.

### Мракос
Является сыном Ужасного У.Варварский солдат в доспехах воина, с проблемами в произношении слов, неуклюжестью и неуверенностью в себе, из-за сильного влияния своего отца, тем не менее способен в одиночку победить своих приспешников(армию Урдалака) . После долгих размышлений Мракос замечает, что его отец ненавидит его, и он решает встать на сторону Артура и его друзей, чтобы победить своего собственного отца.

## Фильмы
| Международное название    | Артур и Минипуты                 | Артур и месть Урдалака           | Артур и война двух миров         | Проклятие Артура             |                     |                     |                     |
| Режиссёр                  | Люк Бессон                       | Люк Бессон                       | Люк Бессон                       | Бартелеми Гроссманн          | Бартелеми Гроссманн | Бартелеми Гроссманн | Бартелеми Гроссманн |
| Сценаристы                | Люк Бессон                       | Люк Бессон                       | Люк Бессон                       | Люк Бессон                   |                     |                     |                     |
| Сценаристы                | Селин Гарсиа                     |                                  | Селин Гарсиа                     |                              |                     |                     |                     |
| Сценаристы                | Патриса Гарсиа                   |                                  |                                  |                              |                     |                     |                     |
| Продюсеры                 | Нил Кэнтон                       | Нил Кэнтон                       | Нил Кэнтон                       | Люк Бессон                   |                     |                     |                     |
| Продюсеры                 | Эммануэль Превост                |                                  |                                  |                              |                     |                     |                     |
| Монтажёры                 | Карим Банхаммуда                 | Жюльен Рей                       | Жюльен Рей                       | Жюльен Рей                   |                     |                     |                     |
| Монтажёры                 | Ян Херв                          |                                  |                                  |                              |                     |                     |                     |
| Монтажёры                 | Венсан Табайон                   |                                  |                                  |                              |                     |                     |                     |
| Операторы                 | Колин Уондерсман                 | Колин Уондерсман                 | Колин Уондерсман                 | Колин Уондерсман             |                     |                     |                     |
| Операторы                 | Тьерри Арбогаст                  |                                  |                                  |                              |                     |                     |                     |
| Композитор                | Эрик Серра                       | Эрик Серра                       | Эрик Серра                       |                              |                     |                     |                     |
| Дата выхода               | 13 декабря 2006                  | 2 декабря 2009                   | 13.octobre.2010                  | 29.juin.2022                 |                     |                     |                     |
| Длительность              | 103 минуты                       | 94 минуты                        | 100 минут                        | 87 минут                     |                     |                     |                     |
| Бюджет                    | 65 200 000 €                     | 63 240 000 €                     | 68 830 000 €                     | 2,24 млн $                   |                     |                     |                     |
| Жанры                     | Приключение, Комедия, Фантастика | Приключение, Комедия, Фантастика | Приключение, Комедия, Фантастика | Хоррор                       | Хоррор              | Хоррор              | Хоррор              |
| Страна выхода             | Франция                          | Франция                          | Франция                          | Франция                      |                     |                     |                     |
| Производственные компании | EuropaCorp                       | EuropaCorp                       | EuropaCorp                       | Luc Besson Productions (LBP) |                     |                     |                     |
| Производственные компании | Avalanche Productions            | Avalanche Productions            | Avalanche Productions            | Cofinova 17                  |                     |                     |                     |
| Производственные компании | Apipoulaï                        | Apipoulaï                        | Apipoulaï                        | Kinology                     |                     |                     |                     |
| Производственные компании | Canal+ (участие)                 | Canal+ (участие)                 |                                  | Canal+ (участие)             |                     |                     |                     |
| Производственные компании | Sofica Europacorp                |                                  |                                  |                              |                     |                     |                     |
| Дистрибьютор              | EuropaCorp Distribution          | EuropaCorp Distribution          | EuropaCorp Distribution          | EuropaCorp Distribution      |                     |                     |                     |
| Дистрибьютор              |                                  |                                  | Apollo Films                     |                              |                     |                     |                     |

1. ↑  Arthur et la Vengeance de Maltazard est également sorti sous le titre Arthur and the Invisibles 2 dans certains pays anglophones et sous le titre Arthur and the Great Adventure au Royaume-Uni.
2. ↑  Arthur 3 : La Guerre des deux mondes est également sorti sous le titre Arthur and the Invisibles 3 dans certains pays anglophones.